# Leichtathletik-Europameisterschaften 1998/400 m Hürden der Männer

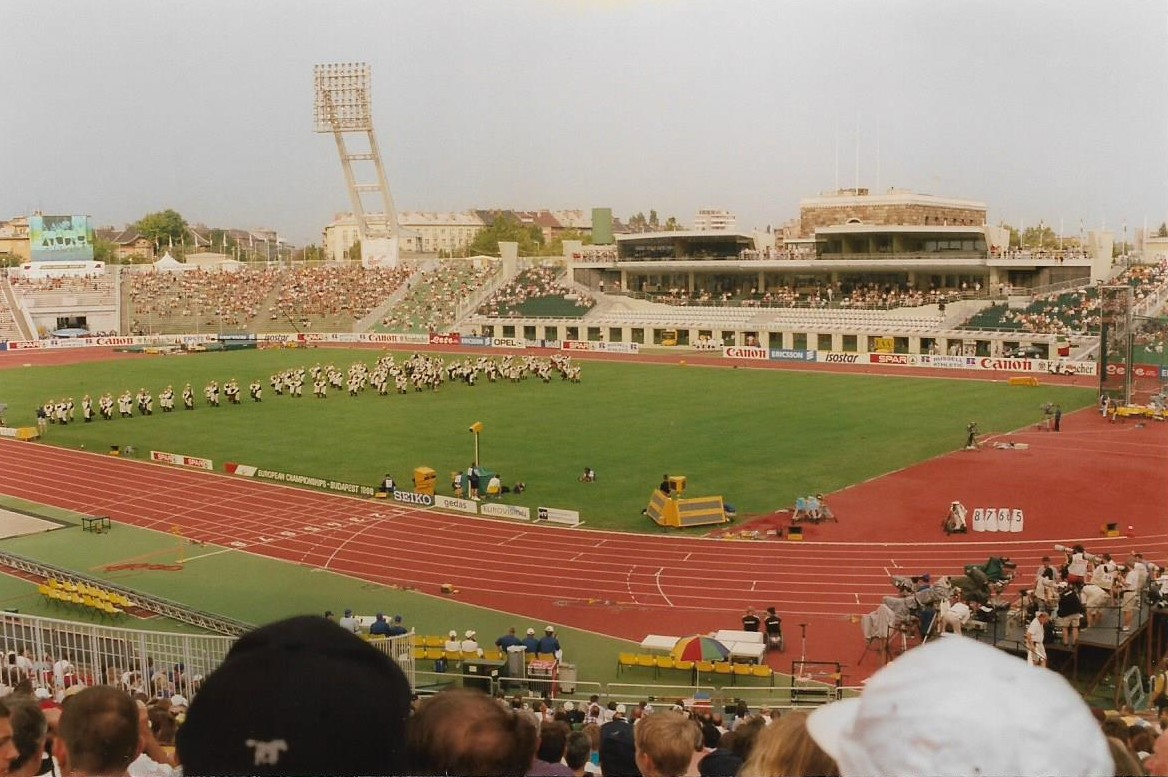
Das Népstadion von Budapest im Jahr 1998

Der 400-Meter-Hürdenlauf der Männer bei den Leichtathletik-Europameisterschaften 1998 wurde vom 18. bis 20. August 1998 im Népstadion der ungarischen Hauptstadt Budapest ausgetragen.
Europameister wurde der Pole Paweł Januszewski. Der Russe Ruslan Maschtschenko errang die Silbermedaille. Bronze ging an den Italiener Fabrizio Mori.

## Bestehende Rekorde
| Weltrekord           | 46,78 s | Kevin Young      | OS Barcelona, Spanien  | 6. August 1992    |
| Europarekord         | 47,37 s | Stéphane Diagana | Lausanne, Schweiz      | 5. Juli 1995      |
| Meisterschaftsrekord | 47,48 s | Harald Schmid    | EM Athen, Griechenland | 8. September 1982 |

Der bestehende EM-Rekord wurde bei diesen Europameisterschaften nicht erreicht. Die schnellste Zeit erzielte der polnische Europameister Paweł Januszewski im Finale mit 48,17 s, womit er 69 Hundertstelsekunden über dem Rekord blieb. Zum Europarekord fehlten ihm achtzig Hundertstelsekunden, zum Weltrekord 1,39 s.

## Legende
| DNF | Wettkampf nicht beendet (did not finish) |

## Vorrunde
19. August 1998
Die Vorrunde wurde in vier Läufen durchgeführt. Die ersten drei Athleten pro Lauf – hellblau unterlegt – sowie die darüber hinaus vier zeitschnellsten Läufer – hellgrün unterlegt – erreichten das Halbfinale. Alle über ihre Zeit für die zweite Runde qualifizierten Sportler kamen aus dem dritten Vorlauf, der deutlich schneller war als die drei anderen Rennen der Vorrunde.

### Vorlauf 1
| Platz | Name                 | Nation         | Zeit (s) |
| ----- | -------------------- | -------------- | -------- |
| 1     | Stéphane Diagana     | Frankreich     | 49,28    |
| 2     | Vadim Zadoinov       | Moldau         | 49,58    |
| 3     | Wladislaw Schirjajew | Russland       | 49,96    |
| 4     | Mário Reis           | Portugal       | 50,39    |
| 5     | Sinisa Pesa          | BR Jugoslawien | 50,44    |
| 6     | Anthony Borsumato    | Großbritannien | 50,91    |
| DNF   | Egīls Tēbelis        | Lettland       |          |

### Vorlauf 2
| Platz | Name                  | Nation         | Zeit (s) |
| ----- | --------------------- | -------------- | -------- |
| 1     | Paweł Januszewski     | Polen          | 49,47    |
| 2     | Jimmy Coco            | Frankreich     | 49,57    |
| 3     | Fabrizio Mori         | Italien        | 49,63    |
| 4     | Boris Gorban          | Russland       | 50,04    |
| 5     | Miro Kocuvan          | Slowenien      | 50,54    |
| 6     | Petteri Pulkkinen     | Finnland       | 50,59    |
| 7     | Christopher Rawlinson | Großbritannien | 51,11    |

### Vorlauf 3
| Platz | Name          | Nation         | Zeit (s) |
| ----- | ------------- | -------------- | -------- |
| 1     | Carlos Silva  | Portugal       | 49,00    |
| 2     | Jiří Mužík    | Tschechien     | 49,15    |
| 3     | Paul Gray     | Großbritannien | 49,16    |
| 4     | Thomas Goller | Deutschland    | 49,22    |
| 5     | David Kafka   | Frankreich     | 49,74    |
| 6     | Darko Juričić | Slowenien      | 49,88    |
| 7     | Tom McGuirk   | Irland         | 49,92    |

### Vorlauf 4
| Platz | Name                 | Nation      | Zeit (s) |
| ----- | -------------------- | ----------- | -------- |
| 1     | Ruslan Maschtschenko | Russland    | 50,30    |
| 2     | Tibor Bédi           | Ungarn      | 50,57    |
| 3     | Laurent Ottoz        | Italien     | 50,58    |
| 4     | Íñigo Monreal        | Spanien     | 50,94    |
| 5     | Steffen Kolb         | Deutschland | 50,97    |
| 6     | Bartosz Gruman       | Polen       | 51,06    |
| 7     | Radoslav Holúbek     | Slowakei    | 51,36    |

## Halbfinale
19. August 1998
Aus den beiden Halbfinalläufen qualifizierten sich die jeweils ersten drei Athleten – hellblau unterlegt – sowie die darüber hinaus zwei zeitschnellsten Läufer – hellgrün unterlegt – für das Finale.

### Lauf 1
| Platz | Name                 | Nation         | Zeit (s) |
| ----- | -------------------- | -------------- | -------- |
| 1     | Ruslan Maschtschenko | Russland       | 48,64    |
| 2     | Carlos Silva         | Portugal       | 48,98    |
| 3     | Laurent Ottoz        | Italien        | 49,06    |
| 4     | Jiří Mužík           | Tschechien     | 49,39    |
| 5     | Thomas Goller        | Deutschland    | 49,69    |
| 6     | Paul Gray            | Großbritannien | 50,34    |
| 7     | Tibor Bédi           | Ungarn         | 57,77    |
| DNF   | David Kafka          | Frankreich     |          |

### Lauf 2

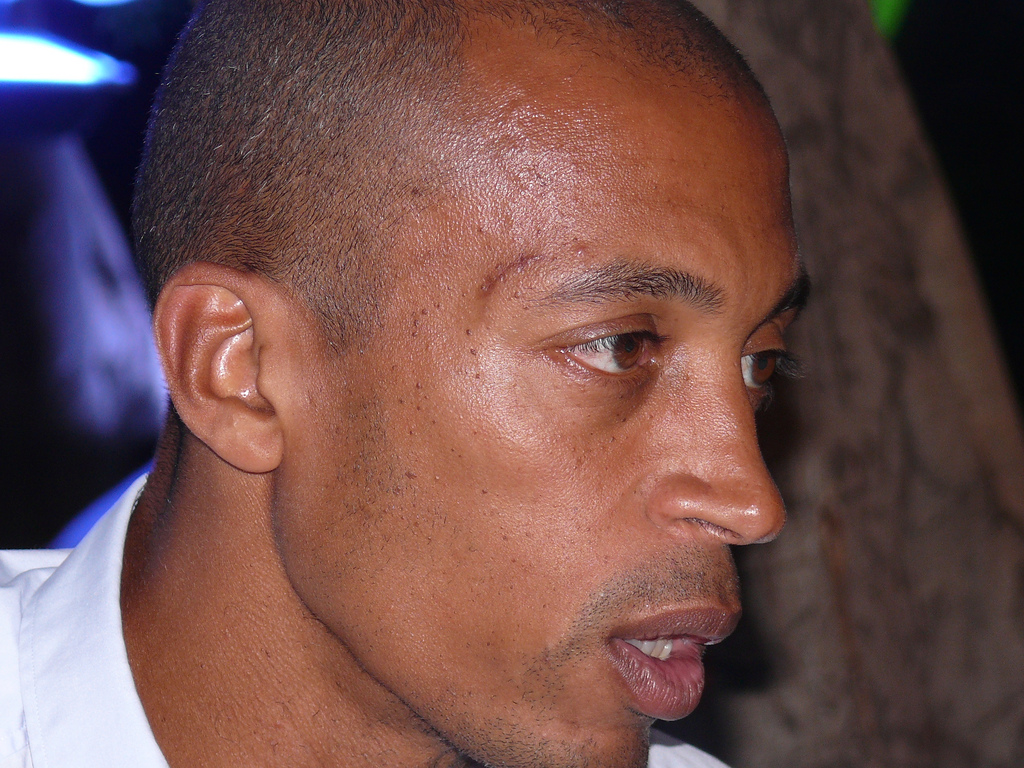
Titelverteidiger Stéphane Diagana erreichte im Halbfinale nicht das Ziel

| Platz | Name                 | Nation     | Zeit (s) |
| ----- | -------------------- | ---------- | -------- |
| 1     | Paweł Januszewski    | Polen      | 48,90    |
| 2     | Vadim Zadoinov       | Moldau     | 49,26    |
| 3     | Fabrizio Mori        | Italien    | 49,34    |
| 4     | Wladislaw Schirjajew | Russland   | 49,56    |
| 5     | Jimmy Coco           | Frankreich | 49,72    |
| 6     | Darko Juričić        | Slowenien  | 50,39    |
| 7     | Tom McGuirk          | Irland     | 51,12    |
| DNF   | Stéphane Diagana     | Frankreich |          |

## Finale

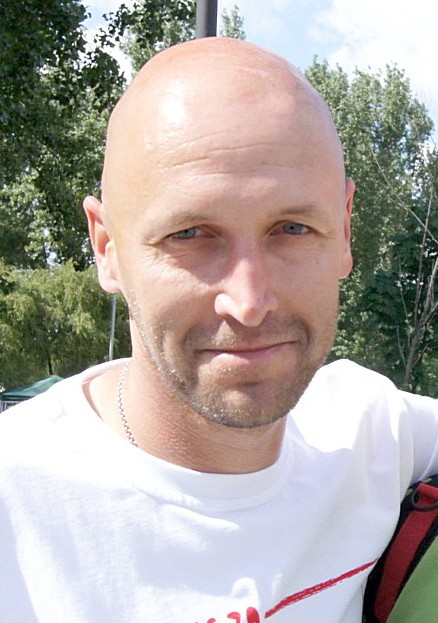
Europameister Pawel Januszewski
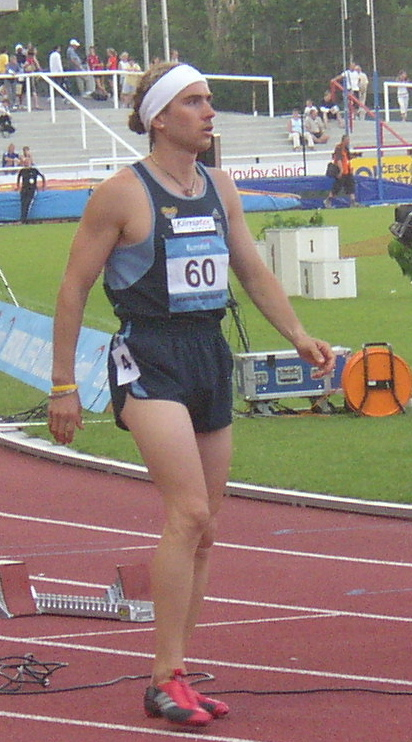
Jiří Mužík kam auf den siebten Platz

20. August 1998
| Platz | Name                 | Nation     | Zeit (s) |
| ----- | -------------------- | ---------- | -------- |
| 1     | Paweł Januszewski    | Polen      | 48,17    |
| 2     | Ruslan Maschtschenko | Russland   | 48,25    |
| 3     | Fabrizio Mori        | Italien    | 48,71    |
| 4     | Carlos Silva         | Portugal   | 49,02    |
| 5     | Vadim Zadoinov       | Moldau     | 49,10    |
| 6     | Laurent Ottoz        | Italien    | 49,15    |
| 7     | Jiří Mužík           | Tschechien | 50,51    |
| 8     | Wladislaw Schirjajew | Russland   | 50,94    |

## Videolinks
- Men's 400m Hurdles Final European Champs Budapest 1998, youtube.com, abgerufen am 6. Januar 2023